# Roys Peninsula
Roys Peninsula ist eine Halbinsel im Lake Wānaka, in der Region Otago auf der Südinsel von Neuseeland.

## Geographie
Die Halbinsel befindet sich rund 9,1 km nordwestlich des Stadtzentrums von Wanaka auf der Westseite des Lake Wānaka. Die längliche Halbinsel verfügt über eine Länge von rund 2,8 km in Ost-West-Richtung und misst an der breitesten Stelle  am östlichen Ende rund 970 m in Nord-Süd-Richtung. Die 2,14 km² großen Halbinsel hat mit 486 m ihre höchste Erhebung am östlichen Ende der Insel.
Rund 2,6 km östlich erstreckt sich die Halbinsel The Peninsula nach Norden und rund 1,35 km in nördliche Richtung ist die Insel Mou Tapu im Lake Wanaka zu finden.